# Stadhuis van Haastrecht
Het stadhuis van Haastrecht is het voormalige gemeentehuis van de voormalige gemeente Haastrecht, in de Nederlandse provincie Zuid-Holland. 
Het raadhuis deed tot 1985 dienst als onderkomen voor bestuur en ambtenaren van de zelfstandige gemeenten Haastrecht en Vlist. Na de herindeling werd het raadhuis gebruikt als bestuurlijk centrum van de gemeente Vlist. Burgemeester en wethouders en ambtenaren deden hun werk vanuit het kantoor in Stolwijk, maar het raadhuis van Haastrecht was de plaats waar de gemeenteraad bijeenkwam.
In de met tongewelven gedekte achterste kelder bevonden zich de cachotten. Op het bordes voor het raadhuis staan twee leeuwen, die elk een wapenschild dragen. Op het ene schild stond het wapen van Holland. Later is hier het wapen van Zuid-Holland overheen geschilderd. Op het andere schild staat het wapen van Haastrecht.